# Cinitogomphus dundoensis
Cinitogomphus, Ictinogomphus ferox
Genre
Espèce
Synonymes
- Cinitogomphus dundoensis (Pinhey, 1961)[1]
- Gomphidia guyi Pinhey, 1967[1]
- Ictinogomphus dundoensis Pinhey, 1961 (préféré par BioLib)[1]
- Ictinogomphus ferox (Rambur, 1842)[2]

Statut de conservation UICN

 LC  : Préoccupation mineure
Cinitogomphus dundoensis, unique représentant du genre Cinitogomphus, est une espèce monotypique de libellules de la famille des Gomphidae (sous-ordre des Anisoptères, ordre des Odonates).

## Systématique
Cette espèce est parfois appelée par son synonyme de Ictinogomphus ferox.

## Répartition
Cette espèce est mentionnée dans plusieurs pays d'Afrique : Angola, Botswana, Cameroun, République centrafricaine, Congo, La République démocratique du Congo, Ghana, Guinée, Kenya, Malawi, Mozambique, Namibie, Nigeria, Sierra Leone, Somalie, Afrique du Sud, Tanzanie, République-Unie du Togo, Ouganda, Zambie et au Zimbabwe.

## Habitat
Cinitogomphus dundoensis se retrouve dans les lacs, les rivières et les ruisseaux.